# Jasmin Huber
Jasmin Huber (* 13. März 1995 in Karlsruhe) ist eine deutsche Grasskiläuferin. Sie gewann die Bronzemedaille in der Super-Kombination bei der Weltmeisterschaft 2011. Weiter wurde sie bei der Junioren-Weltmeisterschaft 2013 in Rettenbach Junioren-Weltmeisterin im Slalom und gewann die Bronzemedaille in der Super-Kombination. Jasmin gewann in den Jahren 2011 und 2012 sowie 2013 die Gesamtwertung des Deutschlandpokals.

## Karriere
Nachdem Jasmin Huber seit sieben Jahren an alpinen Skirennen teilgenommen hatte, stand sie im August 2010 zum ersten Mal auf Grasskiern. Schon drei Wochen später fuhr sie in Donzdorf ihre ersten Rennen im Deutschlandpokal, wobei sie im Slalom bereits den ersten Sieg erzielte. In der Saison 2011 gelangen ihr in den zehn Rennen des Deutschlandpokals insgesamt fünf Siege und vier zweite Plätze, womit sie mit 200 Punkten Vorsprung auf die Zweitplatzierte Linda Göldner die Gesamtwertung für sich entschied.
Seit 2011 startet Huber auch bei FIS- und Weltcuprennen. Ihrem Debüt bei FIS-Rennen Ende Mai in Burbach folgte eine Woche später der erste Start im Weltcup im Super-G von Marbachegg, dem ersten Weltcuprennen der Saison 2011. In diesem Super-G fuhr sie auf den achten und letzten Platz, der in diesem Jahr ihr bestes Weltcupergebnis blieb. Weitere zweimal konnte sie als Elfte des Slaloms in Rettenbach und Zwölfte des Slaloms in Předklášteří punkten, doch auch in diesen beiden Rennen kam sie jeweils nur als Letzte ins Ziel. Im Gesamtweltcup belegte sie Rang 13 und in der Gesamtwertung des Junioren-Cups den 8. Rang. Huber nahm im August/September 2011 auch an der Juniorenweltmeisterschaft und der zeitgleich stattfindenden Weltmeisterschaft am Atzmännig bei Goldingen teil. Neben einem fünften Platz im Super-G und sechsten Rang im Riesenslalom der Juniorinnen erreichte sie vor allem in der Allgemeinen Klasse bei den Damen gute Ergebnisse. Nach einem 16. Platz im Super-G verfehlte sie im Slalom als Vierte nur knapp eine Medaille. Im ersten Durchgang war sie noch auf Platz zwei hinter der späteren Weltmeisterin Shiori Obatake gelegen. In der am folgenden Tag ausgetragenen Super-Kombination erreichte Huber hinter der Schweizerin Bianca Lenz und der Österreicherin Daniela Krückel den dritten Rang und gewann somit die Bronzemedaille. Den abschließenden Riesenslalom beendete sie an neunter Position.
In der Saison 2012 nahm Huber an drei der zwölf Weltcuprennen teil. Dabei platzierte sie sich zwischen Rang 8 und 10 und war im Gegensatz zum Vorjahr nicht mehr an letzter Stelle zu finden. Bei FIS-Rennen erreichte sie mit dem zweiten Rang im Riesenslalom von Altenseelbach erstmals eine Podestplatzierung. Im Gesamtweltcup konnte sie sich aber gegenüber dem Vorjahr nicht verbessern, erneut belegte sie den 13. Endrang und in der Gesamtwertung des Junioren-Cups den 9. Rang. Bei der Juniorenweltmeisterschaft 2012 in Burbach erzielte Huber Platzierungen im Mittelfeld. Sie fuhr in allen Rennen unter die schnellsten zehn und belegte als bestes Resultat den siebten Rang im Riesenslalom. Auf nationaler Ebene war sie wie schon im Vorjahr die stärkste Läuferin: Sie gewann im Deutschlandpokal fünf Rennen und sicherte sich damit vor Lisa Schischkowski erneut den Sieg in der Gesamtwertung.
In der Saison 2013  fuhr Jasmin Huber alle Rennen zum Deutschland-Pokal, alle FIS-Rennen (3 Podestplätze), alle WC-Rennen (9 Platzierungen unter den besten 10), startete bei der Juniorenweltmeisterschaft 2013 in Rettenbach und der Weltmeisterschaft in Japan. Bei der Juniorenweltmeisterschaft 2013 war Jasmin Huber die erfolgreichste Sportlerin aller Nationen. Sie errang im Super-G den 6. Rang und im Riesenslalom den 4. Rang. Im Slalom wurde sie Junioren-Weltmeisterin und in der Super-Kombination gewann sie die Bronzemedaille. Bei der Weltmeisterschaft  in Japan war ihre beste Platzierung im Slalom der 12. Rang unmittelbar hinter der mehrfachen Weltmeisterin Ingrid Hirschhofer.
In der Weltcup-Gesamtwertung 2013 belegte Jasmin Huber den 9. Rang und im Endstand des Junioren-Cups den 2. Rang. Sie gewann auch 2013 die Gesamtwertung  im Deutschlandpokal und wurde damit zum dritten Mal in Folge Deutsche Meisterin.

## Erfolge

### Weltmeisterschaften
- Goldingen 2011: 3. Super-Kombination, 4. Slalom, 9. Riesenslalom, 16. Super-G
- Shichikashuku Miyagi 2013: 12. Slalom, 17. Super-G

### Juniorenweltmeisterschaften
- Goldingen 2011: 5. Super-G, 6. Riesenslalom
- Burbach 2012: 7. Riesenslalom, 8. Super-Kombination, 9. Super-G, 10. Slalom
- Rettenbach 2013: 1. Slalom, 3. Super-Kombination, 4. Riesenslalom, 6. Super-G

### Weltcup
- 13 Platzierungen unter den besten zehn

### Junioren Cup
- 2011: 8. Gesamtwertung
- 2012: 9. Gesamtwertung
- 2013: 2. Gesamtwertung

### Deutschlandpokal
- 2011: 1. Gesamtwertung
- 2012: 1. Gesamtwertung
- 2013: 1. Gesamtwertung